# Superpuchar Polski 2006
La 17ª edizione della Supercoppa di Polonia  si è svolta il 22 luglio 2006, dopo un anno di stop a causa di problemi finanziari della federazione polacca.
Al Pepsi Arena di Varsavia si scontrano il Legia Varsavia, vincitore del campionato e il Wisła Płock, vincitore della coppa nazionale.
A vincere il trofeo è stato il Wisła Płock.

## Tabellino
| Arbitro: | Grzegorz Gilewski |

|                |           |                              |
| Kiełbowicz 49’ | Marcatori | 3’ (rig.) Magdoń 73’ Sobczak |